# Újtelek
Újtelek es un pueblo ubicado en el distrito de Kalocsa, en el condado de Bács-Kiskun, Hungría.

## Superficie
Posee una superficie de 9,560 kilómetros cuadrados.

## Demografía
Hasta 2019 la población era de 345 habitantes, con una densidad de población de 36,09 habitantes por kilómetro cuadrado.